# Емилиин краткорепи опосум
Емилиин краткорепи опосум (Monodelphis emiliae) је врста сисара из породице опосума (Didelphidae) и истоименог реда Didelphimorphia.

## Распрострањење
Врста има станиште у Боливији, Бразилу и Перуу.

## Станиште
Емилиин краткорепи опосум има станиште на копну.

## Угроженост
Ова врста није угрожена, и наведена је као последња брига јер има широко распрострањење.

### Популациони тренд
Популациони тренд је за ову врсту непознат.